# 汤玉祥
汤玉祥（1954年2月—），江苏宜兴人，汉族，中华人民共和国企业家、第十二届全国人民代表大会河南地区代表。

## 生平
1970年12月参加工作，在郑州市郊区祭城公社五七青年农场插队。1974年9月，进入济源531机械工程学校工程机械专业学习。1977年1月，任焦作中州机械厂工人。1981年11月，调入郑州客车厂，历任技术员、设计科副科长、科长、车间主任、副厂长。1993年6月加入中国共产党。1993年12月，历任郑州宇通客车股份有限公司副总经理、总经理、党委书记兼董事长；郑州宇通集团有限公司总裁。2005年获“全国劳动模范”称号。2008年起担任全国人大代表。2013年，连任全国人大代表。2018年2月24日，当选为第十三届全国人大代表。2019年，建议中国政府明确示范运营城市及示范区域，提供示范运营政策等支持智能驾驶技术型企业。